# 湖南西洞庭湖国家级自然保护区
湖南西洞庭湖国家级自然保护区位于湖南省常德市汉寿县境内，洞庭湖西滨。其主体湖泊为目平湖。总面积30044公顷。
1998年，湖南省人民政府批准建立省级西洞庭湖自然保护区。2002年，列入国际重要湿地名录。2013年12月25日，中国国务院批准晋升为国家级自然保护区。保护区总面积30044公顷,其中核心区面积9061公顷，缓冲区面积6165公顷，实验区面积14818公顷，湿地面积达26960公顷。保护区以黑鹳、白鹤等珍稀濒危物种及西洞庭湖湿地生态系统为主要保护对象，属湿地生态系统类型自然保护区。

## 保护区机构
2015年，始建湖南西洞庭湖国家级自然保护区宣教中心，位于汉寿县下属的岩汪湖镇。该宣教中心占地面积3074平方米，建筑面积2478平方米，主体建筑共四层。这是湘西北地区第一家湿地科普教育博物馆。
2020年8月，在蒋家嘴青山湖间堤位置，原有渔政办公用房基础上新建一栋两层水文水利候鸟监测站，即汉寿县青山湖水文水利候鸟监测站（青山湖鱼类鸟类博物馆）。此座建筑面积789.30平方米，是集科教、宣传、研学、监测为一体的多功能中心。